# Beaucourt-sur-l’Hallue
Beaucourt-sur-l’Hallue település Franciaországban, Somme megyében. Lakosainak száma 279 fő (2022. január 1.). Beaucourt-sur-l’Hallue Rubempré, Bavelincourt, Béhencourt, Mirvaux és Montigny-sur-l’Hallue községekkel határos.

## Népesség
A település népességének változása:
| Lakosok száma | 267  | 284  | 293  | 298  | 289  | 281  | 272  | 273  | 279  |
|               | 2013 | 2015 | 2016 | 2017 | 2018 | 2019 | 2020 | 2021 | 2022 |